# مايك سانجستر
مايك سانجستر (بالإنجليزية: Mike Sangster)‏ مواليد 11 سبتمبر 1940 في ديفون، إنجلترا - الوفاة 30 أبريل 1985 في ديفون، إنجلترا، كان لاعب كرة مضرب بريطاني بدأ مسيرته كمحترف سنة 1956 وكان يلعب باليد اليمنى، اعتزل اللعب في 1969. أعلى تصنيف له في الفردي كان المركز الـ 7 في سنة 1961.

## روابط خارجية
- مايك سانجستر على موقع رابطة محترفي التنس (الإنجليزية)
- مايك سانجستر على موقع الاتحاد الدولي لكرة المضرب (الإنجليزية)
- مايك سانجستر على موقع كأس ديفيز (الإنجليزية)
- مايك سانجستر على موقع خلاصة التنس.كوم (الإنجليزية)